# Federazione di baseball di El Salvador
La Federazione salvadoregna di baseball (spa. Federación Salvadoreña de Béisbol) è un'organizzazione fondata per governare la pratica del baseball e del softball in El Salvador.
Organizza il campionato maschile e di softball femminile, e pone sotto la propria egida la nazionale maschile e di softball femminile.